# Мацука Геннадій Харлампійович
Геннадій Харлампійович Мацука (5 вересня 1930, село Сартана, тепер Донецької області) — пом. 27 травня 2017, Київ) — український молекулярний біолог, біохімік, доктор біологічних наук, професор. Член-кореспондент АН УРСР (з 1976 року), дійсний член НАН України. У 1973—2003 роках був директором Інституту молекулярної біології та генетики НАН України.

## Біографія
Грек за походженням, народився у селі Сартана, що є одним із місць компактного проживання маріупольських греків у Приазов'ї. Батько Геннадія — Харлампій Дмитрович Мацука, етнічний грек, народився 1902 року в селі Ялта. Харлампій Мацука закінчив 2 курси Московського Комуністичного університету радянської партійної школи 3-го ступеню. Член ВКП(б) з 1926 року. 4 квітня 1938 року заарештований у Маріуполі, де в той час жив. З червня 1941 по травень 1945 року перебував у діючій армії. Реабілітований у 1955 році.
Ще хлопцем Геннадію довелося пережити голод, арешт батька, німецьку окупацію. До військово-морського училища його не взяли через грецьку національність. Закінчив Київський ветеринарний інститут і потім з 1955 року працював у галузі сільського господарства — ветеринарним лікарем.
У 1959 році — аспірант Інституту біохімії ім. О. В. Паладіна АН УРСР, згодом — завідувач відділу біохімії нуклеїнових кислот того ж інституту.
З 1973 р. по 2003 р. — директор Інституту молекулярної біології і генетики НАН України, завідувач відділу структури і функцій нуклеїнових кислот (з 2003 року почесний директор Інституту).
У 1988—2003 роках обраний академіком-секретарем Відділення молекулярної біології, біохімії, експериментальної та клінічної фізіології НАН України.
Був віце-президентом Українського товариства генетиків і селекціонерів, головою Національного комітету з боротьби із захворюванням на СНІД при Президентові України (1993—1995), членом Національної комісії з радіаційного захисту населення України при Верховній Раді України, членом Національного комітету України з програми ЮНЕСКО «Людина та біосфера», головним редактором журналу «Біополімери і клітина», членом редакційної колегії журналів «Microbiologia» (Італія), «Український біохімічний журнал», «Молекулярна генетика, мікробіологія і вірусологія», «Ukrainica Bioorganica Acta» та ін.
Геннадій Мацука багато років разом із дружиною допомагав сім'ї поета-дисидента Івана Коваленка, що за часів радянської влади було виявом неабиякої мужності.
З початку 2000-х років мав тяжку форму хвороби Паркінсона, через яку завершив наукову кар'єру. Помер на 87-му році життя 27 травня 2017 року в Києві. Похований 1 червня на Байковому кладовищі.

## Науковий доробок
Геннадій Мацука — автор понад 250 наукових праць. Співавтор наукового відкриття «Свойство клеток, продуцирующих специфические белки, изменять в ходе дифференцировки скорость синтеза отдельных транспортных РНК» (1989). Підготував 30 кандидатів і 5 докторів наук.

## Нагороди та відзнаки
Лауреат Державної премії України, лауреата премії академіка О. В. Палладіна (1979), заслужений діяч науки і техніки України, нагороджений орденами «Знак Пошани», Трудового Червоного Прапора, князя Ярослава Мудрого V ступеня. Відмінник освіти України.